# Consejo Revolucionario de Unión
El Consejo Revolucionario de Unión (birmano: ပြည်ထောင်စု တော်လှန်ရေး ကောင်စီ အဖွဲ့, abreviado CRU; también conocido como el Consejo Revolucionario de Birmania, abreviado CR) fue el órgano supremo del gobierno de Birmania entre el 2 de marzo de 1962, tras el derrocamiento del gobierno civil de U Nu, y el 3 de marzo de 1974, con la promulgación ese año de una nueva constitución y la transferencia del poder a la Asamblea del Pueblo (Pyithu Hluttaw), el nuevo brazo legislativo del Estado.
El marco filosófico del Consejo Revolucionario estuvo puesto en la Vía birmana a Socialismo, que aspiraba a convertir Birmania en un estado socialista autosuficiente. El 4 de julio de 1962, el CRU estableció el Partido del Programa Socialista de Birmania, el único partido legal del país, con lineamientos marxistas-leninistas. De 1962 a 1971, el partido mutó de un partido de cuadros profesionales en un partido de masas. La celebración de su primer congreso contó con la presencia de 344.226 miembros y hacia 1981 totalizó 1.5 millones de miembros. El partido estuvo dirigido por Ne Win como presidente y otros 17 oficiales senior.